# Ervália
Ervália este un oraș în Minas Gerais (MG), Brazilia.